# Páni z Otaslavic
Pány z Otaslavic tvoří několik historicky samostatných rodů, které měly sídlo na dvou hradech v Otaslavicích.
Nejstarším známým rodem, který sídlil na Otaslavicích, jsou potomci Benedy z Dubicka, který vykonával funkci vrchní lovčího moravského markraběte a pozdějšího krále Přemysla Otakara II. Tento rod postavil hrad Brníčko, který ležel nedaleko dubické tvrze. Po Otaslavicích se v letech 1279–1287 uvádějí Benedovi potomci Mikuláš, Vilém a Přešek.
Dalším rodem, který se po Otaslavicích píše, je vedlejší větev pánů z Medlova a Pernštejna. Ti drželi hrad počátkem 14. století. Po Otaslavicích se píše roku 1337 Soběhrd a Ondřej, z jejichž příbuznou Annou z Otaslavic se oženil  Ješek Puška z Kunštátu a Otaslavic.
Třetím rodem, který sice pochází z Kunštátů, ale píše se též po Otaslavicích, jsou páni z tohoto rodu, kteří sdíleli osudy s pány pocházejícími z Medlova a Pernštejna, jelikož Otaslavice byly dvojhradem, přičemž na horním a dolním hradě sídlili různí majitelé. 